# Pfarrkirche Steinach am Brenner

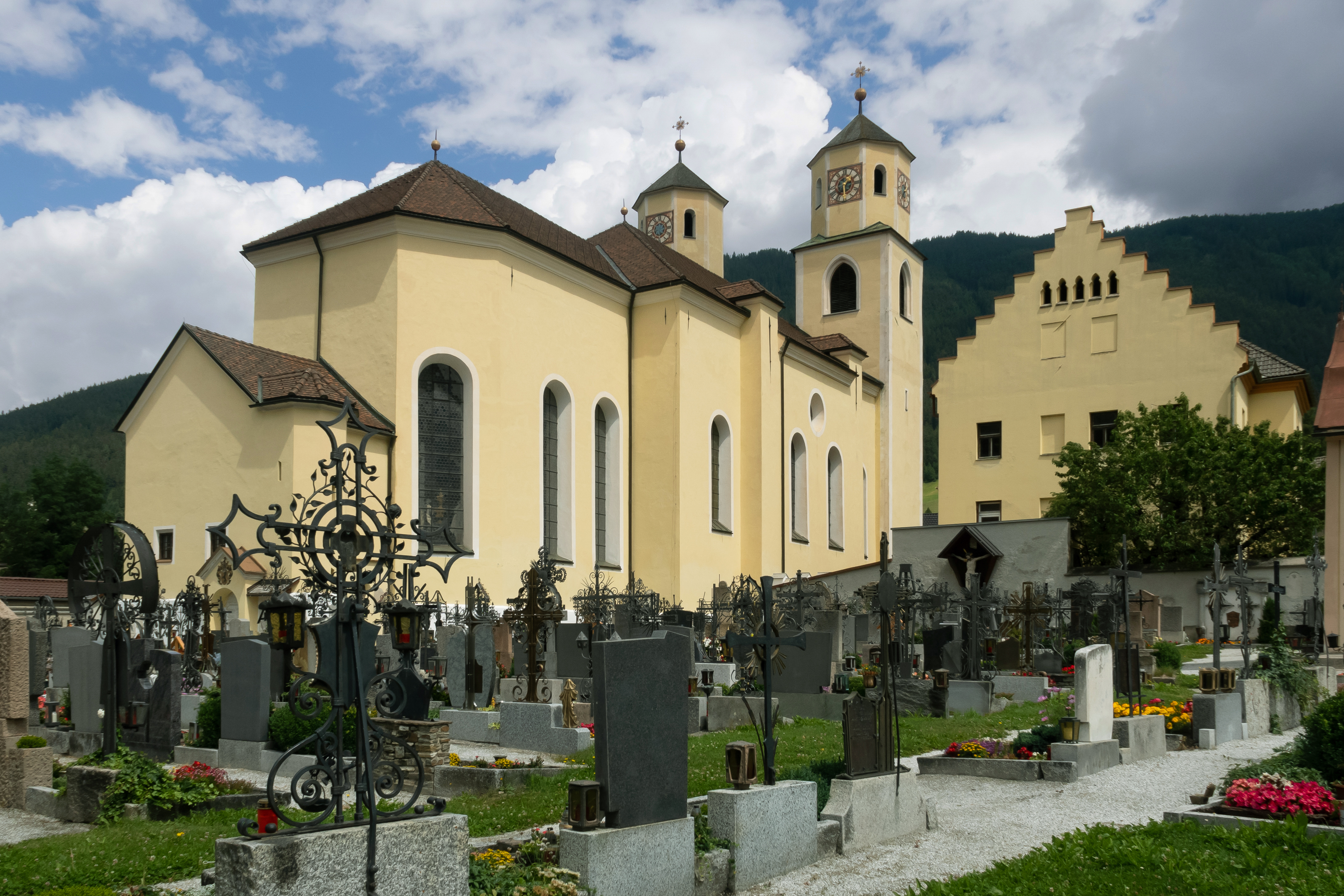
Katholische Pfarrkirche hl. Erasmus in Steinach am Brenner

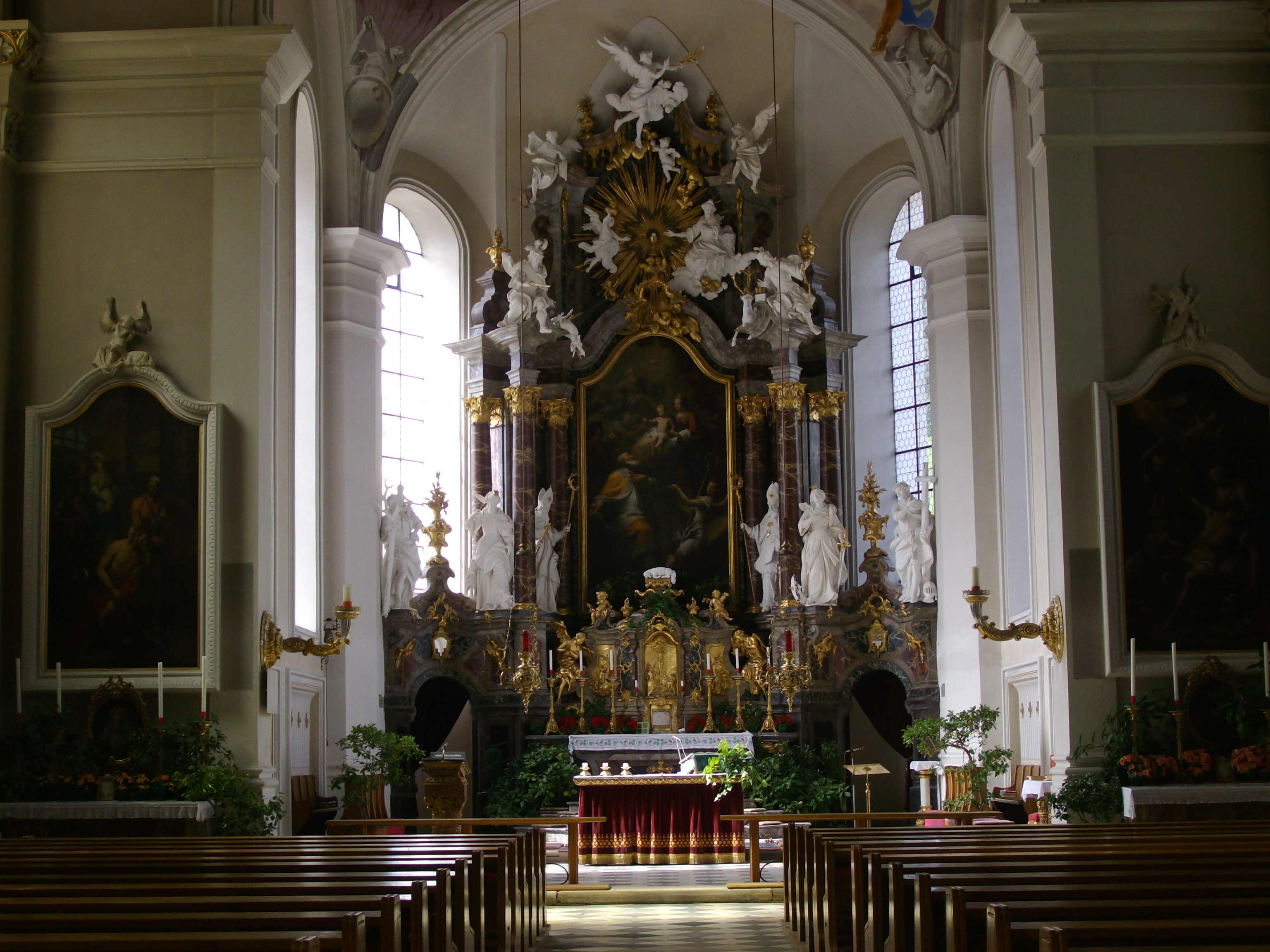
Langhaus, Blick zum Chor

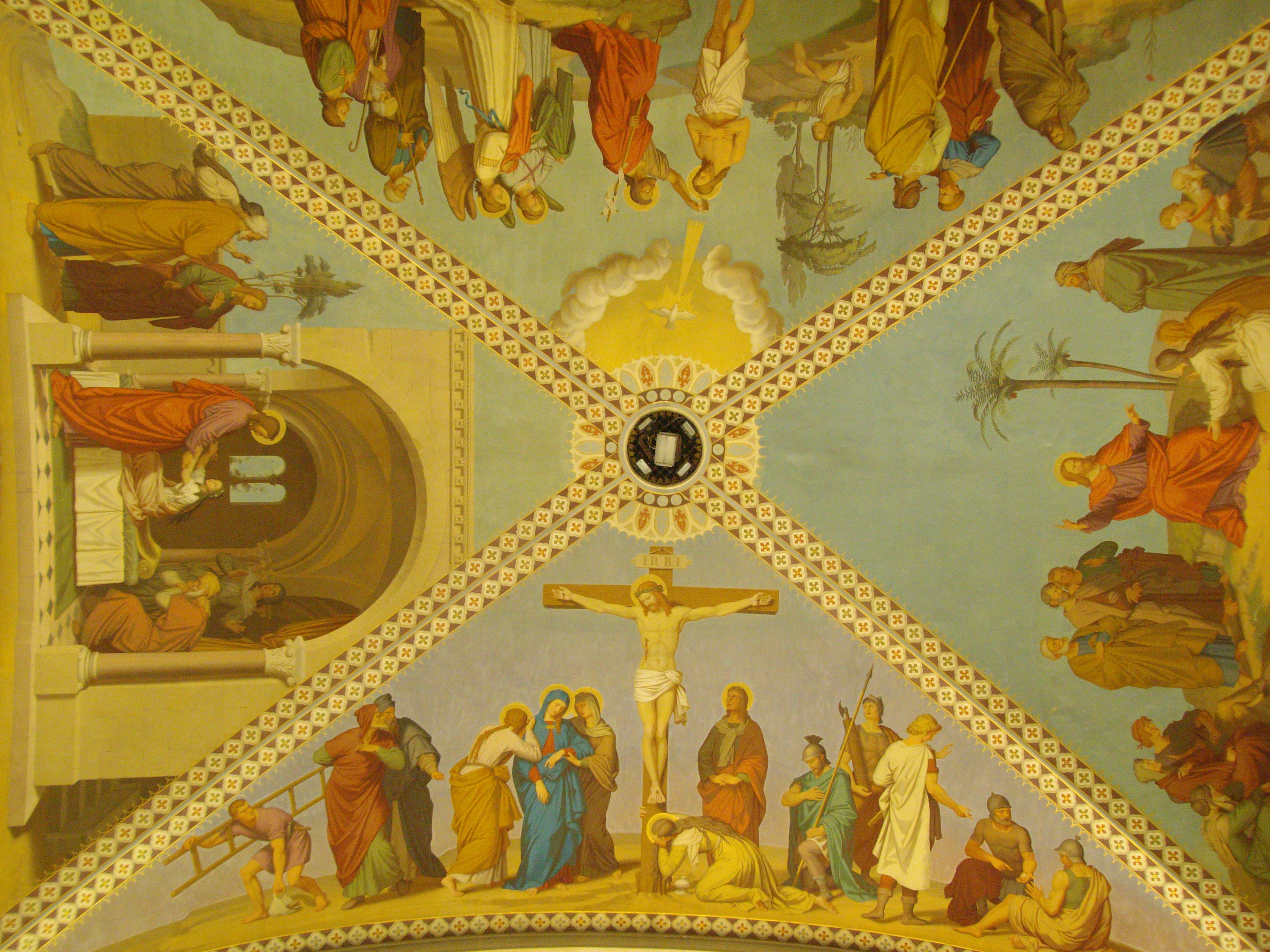
Deckenmalerei von Georg Mader

Die Pfarrkirche Steinach am Brenner steht in leichter Höhenlage westlich der Brennerstraße in der Gemeinde Steinach am Brenner im Bezirk Innsbruck-Land in Bundesland Tirol. Die dem Patrozinium hl. Erasmus unterstellte römisch-katholische Pfarrkirche gehört zum Dekanat Matrei am Brenner in der Diözese Innsbruck. Die Kirche steht unter Denkmalschutz (Listeneintrag).

## Geschichte
Anfangs eine Pilgerkirche wurde urkundlich 1300 der Neubau einer Kirche gestiftet, 1337 errichtet und 1353 geweiht. 1518 erfolgte ein Umbau. Von 1763 bis 1765 wurde nach den Plänen von Franz de Paula Penz eine spätbarocke Kirche mit einer Doppelturmfassade errichtet. 1853 brannte die Kirche aus, die Kirche wurde ab 1855 vom Architekten Josef von Stadl im neuromanischen Stil wiederaufgebaut, dabei wurden die Seitenmauern um zwei Meter erhöht und mit Kreuzgewölben überwölbt. 1958 wurde die Kirche restauriert und dabei der Chor rebarockisiert.

## Architektur
Die spätbarocke Pfarrkirche mit einer Doppelturmfassade wurde nach einem Brand baulich erhöht und neuromanisch wiederaufgebaut, im Westen schließt der Friedhof bis zum Gschnitzbach an.
Das Kirchenäußere zeigt an der Ostfront zwei mächtige Türme mit durch Gesimse abgesetzten Glockengeschoßen mit südlich spitzbogigen (wohl vom gotischen Vorgängerbau hierher übertragen) und nördlich rundbogigen Schallfenstern, die Oktogone tragen flache Pyramidendächer. Zwischen den Türmen steht eine dreiteilige Tuffsteinvorhalle von Franz Strickner, das rundbogige Portal zeigt in der Lünette das Holzrelief Brennender Dornbusch von Anton Strickner dem Älteren, alles aus dem dritten Viertel des 19. Jahrhunderts. Die Ostfassade zwischen den Türmen schließt mit einer Galerie und einem Treppengiebel.
Im Kircheninneren zeigt sich ein schmales tonnengewölbtes Emporenjoch. Die Empore steht auf einer neuromanischen Arkade, die Empore ist das Mitteljoch ist kreuzgewölbt. Das Langhaus steht unter einer Stichkappentonne mit breiten Gurtbögen auf übereckgestellten Wandpfeilern, der Triumphbogen ist rundbogig, der eingezogene Chor unter einer Flachkuppel schließt flach ausgerundet. Die rundbogigen Fenster wurden 1855 verkürzt, in den Mitteljochwänden gibt es Oculusfenster in den Schildbogenwänden.
Die Glasmalereien am südlichen Langhaus schuf Max Spielmann 1946. Die Fresken im Langhaus schuf Georg Mader 1867/1871 mit Auferstehung Christi, Taufe Christi, Kreuzigung, Auferweckung der Tochter von Jairus, Bergpredigt und Geburt Christi. Die Fresken im Chor schuf Wolfram Köberl 1958, in der Chorkuppel Christkönig und an den Pendentifs als Ersatz für die 1853 verbrannten Seitenaltäre die Nothelferheiligen Pantaleon, Cyriakus, Vitus und Ägidius.

## Ausstattung
Der bemerkenswerte Hochaltar um 1770 hat einen Rokoko-Aufbau mit einem hohen Sockelgeschoß mit seitlichen Opfergangsportalen, der Altar hat je drei übereckgestellte Säulen, geschweiftes Gebälk, im Auszug die hl. Eucharistie im Strahlenkranz mit einem darüber befindlichen Baldachin. Der Hochaltar zeigt das Altarblatt hl. Erasmus mit der Gottesmutter gemalt von Martin Knoller 1772 und trägt Statuen von Johann Perger.
Die Orgel bauten Karl Reinischs Erben 1936.
Es gibt eine Weihnachtskrippe von Franz Staud aus dem 20. Jahrhundert.
Ein Wandpfeiler zeigt eine Gedenktafel für den in Steinach geborenen Martin Knoller ausgeführt vom Bildhauer Johann Meier 1862.